# Архиєпископський палац
Архиєпископський палац (чеськ. Arcibiskupský palác) — резиденція архієпископів Праги, яка розташовується на площі Градчани.

## Історія

### Резиденції архієпископів
Першою резиденцією празьких єпископів був будинок поруч із церквою св. Віта, сьогоднішній старий монастир, який значною мірою зберігся у своєму первісному стані. Другим місцем єпископів та архієпископів був так званий єпископський суд на місці нинішнього Міністерства фінансів. Ця велика споруда, що доходила до вулиці Мостецької, була побудована в 13 столітті в стилі пізнього романського стилю єпископом Ондржеєм (1214—1224). У XIV столітті його перебудував у готичному стилі єпископ Іоанн IV з Дражиць (1301—1343). Цей особняк був настільки розкішно обладнаний, що сам король Вацлав заздрив цій пишності. Під час війн гуситів будівля була зруйнована, архієпископ Вехта Конрад (1413—1421) приєднався до гуситів, тому престол архієпископа з 1421 року залишався незайнятим. Ще одного архієпископа Праги обрали лише через 140 років. Ним став Антонін Брус з Могельниць (1561—1580), який був також великим магістром ордена хрестоносців Червоної Зірки.

### Історія Архієпископського палацу
Будинок доби Відродження імператор Фердинанд I придбав у 1562 році у графа Флоріана Гришпека з Гриспаха і передав празькому архієпископу Антоніну Брусу фон Мюгліцу, першому архієпископу після гуситського руху. У 1562—1564 роках архієпископ перебудував будівлю Боніфаза Вольмута та Ульріко Аосталлі. Архієпископ Дубинський Збинек Берка (1592—1606) перебудував увесь палац у стилі ренесансу. Деякі незначні реконструкції відбулися під час правління архієпископа Матуша Фердинанда Собека в Біленберзі в 1669—1675 роках.
Нова капітальна реконструкція палацу була здійснена в 1676—1694 рр. за архієпископа Яна Бедржиха, графа Валанштайна, який викликав з Рима архітектора Яна Батисті Матхея, будівничого, який займав провідне місце в історії чеського бароко. Каплиця була прибудована з південно-східного боку палацу, освячена 29 серпня 1599 р. Каплиця була присвячена св. Івану Хрестителю, св. Олдріху, всім святим на честь Всемогутньої і Пресвятої Богородиці. Трикрила будівля була перебудована французьким архітектором Жаном Батистом Матей у стилі раннього бароко. Останнє четверте крило будівлі було збудовано у 1722—1725 рр. будівельником Полом Ігнацом Байєром. У 1764—1765 рр. палац був перероблений зсередини та зовні архітектором Йоганом Джозефом Вірхом у стилі рококо. І фасади, і інтер'єр будівлі з тих часів були змінені лише дещо. Реконструкція резиденції архієпископа Матеєм є основою збереженого вигляду палацу, включаючи балкон, зроблений зі сливенського мармуру посеред головного фасаду. Архієпископ Антонін Петр, граф Пріховіце (1764—1793), провів капітальну реконструкцію палацу в стилі рококо. Будівництвом займався архітектор Ян Йозеф Вірх. Він змінив висоту і ширину будівлі, додавши бічні виступи з однією віконною стіною з кожного боку, тим самим з'єднавши алею з палацом Штернберга. У той же час він вніс зміни в інтер'єр, прикрасив представницькі кімнати в стилі рококо. У 1888 році каплицю було освячено архієпископом Франциском Паулом Шенборном.

## Опис
Цей будинок та інші будівлі, які були включені до резиденції, були створені шляхом пристосування раніше будівельних одиниць. Спочатку готичний будинок був перебудований, розширений та збільшений. Тому в палаці зберігаються середньовічні стіни. Зовнішній вигляд резиденції відповідав тому часу. Фасад був покритий графіті, доповненим декором рослинним і тваринним. На східному фасаді західного крила у першому дворі збереглися дві символічні сцени: «сон Якова» та «Ведмідь їсть вовка» (можливо, алегорія церкви, яка бореться з єретиками). Крім того, збереглися ділянки конвертного графіті на стінах в інтер'єрі, які спочатку формували зовнішній фасад.
Живописне оздоблення каплиці ілюструє події з життя святого Іоанна Хрестителя. Картина у пресвітерії на стелі зображує Святу Трійцю. Картини — це авторизований твір Даніеля Алексія з Кветни. Вхідний портал до каплиці виконаний зі сливенського мармуру та прикрашений емблемою архієпископа Збинека Берки Дуба та Ліпи, який був також великим магістром ордена хрестоносців Червоної зірки.
У вбудованих бічних проєкціях розміщені кімнати з овальним планом поверху, на другому поверсі вони є частиною представницьких кімнат. Їх прикрасили красиві тканинні шпалери, які відреставрували під час сьогоднішнього ремонту. У східному раунді шовкові шпалери з рослинними та пташиними мотивами, а в західному раунді — оксамитові шпалери.